# Мотыка, Ярослав Николаевич
Ярослав Николаевич Моты́ка (10 января 1943, Старомищина, Тарнопольская область ― 1 марта 2025, Львов) — советский и украинский скульптор, лауреат Государственной премии Украины имени Тараса Шевченко.

## Биография
Родился 10 января 1943 года в селе Старомищина. Окончил Львовский институт прикладного и декоративного искусства (1966), учился у Д. П. Крвавича, Данила Довбошинского.
Работал в области станковой, декоративной и монументальной скульптуры, пластики малых форм, художественной керамики.
С 1964 года — участник выставок в городах Львов, Киев, Москва. Персональные выставки — Львов (1984). Член СХУ (1966).
Кроме монументальных работ, создавал портреты известных украинцев. Выполнил портреты Р. Ю. Сельского, И. С. Марчука, Владимира Патыка, героя Украины Б. Г. Возницкого. Проживал во Львове на улице Кривчицкая дорога. Скончался 1 марта 2025 года.

## Награды и премии
- Государственная премия УССР имени Т. Г. Шевченко (1972) — за монумент Боевой славы советских вооружённых сил во Львове.